# 和厚朴新酚
和厚朴新酚是一种有机化合物，分子式C18H18O3，属于双酚类木脂素，首次发现于日本厚朴（学名：Magnolia obovata，也称为“和厚朴”）中因而得名，具有抗炎、抗焦慮活性。